# Hemilepidotus papilio
Hemilepidotus papilio är en fiskart som först beskrevs av Bean, 1880.  Hemilepidotus papilio ingår i släktet Hemilepidotus och familjen simpor. IUCN kategoriserar arten globalt som livskraftig. Inga underarter finns listade i Catalogue of Life.